# Manantiales (Mendoza)
Manantiales o Los Manantiales es una localidad ubicada en el distrito Potrerillos, departamento Luján de Cuyo, provincia de Mendoza, Argentina. 
Se encuentra en el valle del arroyo El Salto, a continuación de la localidad de El Salto, a 5,5 km de la ruta Provincial 89.
La zona es mayoritariamente de casas de fin de semana o turismo, con un 80% de las viviendas para ambos fines.